# 目白大学短期大学部
目白大学短期大学部（めじろだいがくたんきだいがくぶ、英語: Mejiro University College、公用語表記: 目白大学短期大学部）は、東京都新宿区中落合四丁目31-1に本部を置く日本の私立大学。1923年創立、1963年大学設置。大学の略称は目白短大。

## 概観

### 大学全体
- 東京都新宿区に所在する日本の私立短期大学で、設置主体は学校法人目白学園[1]。
- 1963年に目白学園女子短期大学として1学科、 入学定員80名体制で開学[2]。
- 学科数は最大で3学科[注 5]、とりわけ私大バブルの頃から1990年代は学生が2,000名前後、在籍していた記録もある。しかし、2000年代以降は学科の統合や大学の学部への切り替えもあって、規模が大幅に縮小されたりものの、短期大学独自の学科の新設もあり、学科数自体はピーク時と同じ3である。

### 建学の精神（校訓・理念・学是）
- 目白大学短期大学部における「建学の精神」は「主・師・親」となっている。
- 目白大学短期大学部における教育の基本は、「真理探求の熱意」・「人間尊重の精神を培うこと」となっている。

### 教育および研究
- 目白大学短期大学部には、日本で唯一の製菓学科をもつところに特色があり、和菓子、洋菓子に関する専門職の養成を執り行われているところに特色がある。
- ほかビジネスに関する専門科目もあり、歯科衛生士の養成も執り行われている。

### 学風および特色
- 目白大学短期大学部は目白学園女子短期大学からの伝統を受け継いでいるためか、女子のみを対象とした短大となっている[注 6]。

## 沿革
- 1924年
  - 研心学園が創設される[注 7]。
- 1929年
  - 目白商業学校が開校。
- 1944年
  - 目白女子商業学校に改組。
- 1951年
  - 3月10日 学校法人目白学園の設置が認可される[3]。
- 1963年
  - 1月21日 左記を以て文部省[注 8]より短期大学の設置が認可される[4]。
  - 4月1日 目白学園女子短期大学（めじろがくえんじょしたんきだいがく 英称:Mejiro Gakuen Women's College[注釈 1]）として以下の学科体制にて開学する[5]。
    - 英語英文科 入学定員80名

  - 5月1日 学生数[6]/定員
    - 英文科 80[注釈 2]/80
- 1964年
  - 4月1日 以下の学科を増設する[7]。
    - 国語国文科 入学定員40名[注釈 3]
    - 生活科学科 入学定員40名[注釈 3]

  - 5月1日 学生数[9]/定員
    - 英語英文科 153[注釈 2]/160
    - 国語国文科 40[注釈 2]/40
    - 生活科学科 56[注釈 2]/40
- 1976年
  - 4月1日 学科の入学定員増を以下の通り行う[10]。
    - 英語英文科 80[注釈 4]→200[注釈 5]
    - 国語国文科 40[注釈 4]→200[注釈 5]
    - 生活科学科 40[注釈 4]→100[注釈 5]

  - 5月1日 学生数[13]/定員
    - 英語英文科 452[注釈 2]/280
    - 国語国文科 367[注釈 2]/240
    - 生活学科 281[注釈 2]/140
- 1986年
  - 4月1日 各学科の入学定員増を以下の通り行う[注 9]。
    - 英語英文科 200[注釈 6]→200[注釈 7]
    - 国語国文科 200[注釈 6]→300[注釈 7]
    - 生活科学科 100[注釈 6]→200[注釈 7]

  - 5月1日 学生数[18]/定員
    - 英語英文科 558[注釈 2]/500
    - 国語国文科 553[注釈 2]/500
    - 生活科学科 529[注釈 2]/300
- 1987年
  - 4月1日 学科の入学定員増を以下の通り行う[注 10]。
    - 英語英文科 300[注釈 7]→325[注釈 8]
    - 国語国文科 300[注釈 7]→310[注釈 8]
    - 生活科学科 200[注釈 7]→230[注釈 8]

  - 5月1日 学生数[22]/定員
    - 英語英文科 679[注釈 2]/625
    - 国語国文科 679[注釈 2]/610
    - 生活科学科 596[注釈 2]/430
- 1992年
  - 5月1日 学生数[注 11]/定員
    - 英語英文科 696[注釈 2]/650
    - 国語国文科 788[注釈 2]/620
    - 生活科学科 550[注釈 2]/460
- 1994年
  - 4月1日 学科の定員減を以下の通り行う[25]。
    - 英語英文科 325[注釈 9]→290[注釈 10]
    - 国語国文科 310[注釈 9]→260[注釈 10]
    - 生活科学科 230[注釈 9]→210[注釈 10]

  - 5月1日 学生数[28]/定員
    - 英語英文科 732[注釈 2]/615
    - 国語国文科 731[注釈 2]/570
    - 生活学科 552[注釈 2]/440
- 1996年
  - 4月1日 学科の定員増を以下の通り行う[29]。
    - 英語英文科 290[注釈 11]→310[注釈 12]
    - 国語国文科 260[注釈 11]→280[注釈 12]
    - 生活科学科 210[注釈 11]→240[注釈 12]

  - 5月1日 学生数[32]/定員
    - 英語英文科 766[注釈 2]/600
    - 国語国文科 682[注釈 2]/540
    - 生活科学科 573[注釈 2]/450
- 1999年
  - 4月1日 以下の学科の学生募集を最終とする[注 12]
  - 5月1日 学生数[34]/定員
    - 英語英文科 791[注釈 2]/620
    - 国語国文科 708[注釈 2]/560
    - 生活科学科 611[注釈 2]/480
- 2000年
  - 4月1日 目白大学短期大学部に改称[33]。
  - 同 生活科学科の入学定員を240→100に減員[33]。
  - 同 この年度の入学生より国語国文科に、開学当初からあった英語英文科を編入して以下の学科に改編し始める。
    - 言語表現学科 入学定員300名[注 13]
- 2001年
  - 4月1日 言語表現学科の入学定員を300→110に減員[37]。
- 2002年
  - 3月29日 左記をもって旧来の国語国文科を正式に廃止とする[38]。
  - 4月1日 言語表現学科の学生募集をこの年度で最終とする[注 14]。
  - 同 学科の定員減を以下の通り行う[38]。
    - 生活科学科 100→90
    - 言語表現学科 110→70
- 2003年
  - 4月1日 以下の学科を増設する[39]。
    - 子ども学科 入学定員50名

  - 同 生活科学科の入学定員を90→110に増員[39]。
- 2005年
  - 3月31日 左記をもって言語表現学科を正式に廃止とする[40]。
  - 4月1日 生活科学科の入学定員を110→150に増員する[40]。
- 2006年
  - 4月1日 子ども学科の学生募集をこの年度で最終とする[注 15]。
- 2007年
  - 4月1日 以下の学科を増設する[41]。
    - 製菓学科[注 16] 入学定員80名

  - 同 生活科学科の入学定員を150→120に減員する[41]。
- 2008年
  - 4月1日 専攻科子ども学専攻の受け入れをこの年度で最終とする[42]。
  - 9月30日 左記をもって子ども学科を正式に廃止とする[43]。
- 2009年
  - 3月31日 左記をもって専攻科子ども学専攻を正式に廃止とする[43]。
- 2010年
  - 4月1日 以下の学科を増設する[44]。
    - ビジネス社会学科 入学定員60名

  - 同 上記と引き換えに、生活科学科の入学定員を120→60(▼60)に減員[44]。
- 2012年
  - 4月1日 生活科学科の入学定員を60→80に増員[45]。
- 2018年
  - 4月1日 以下の学科についてのそれぞれ入学定員変更する[46]。
    - 生活科学科 80→75(▼5)
    - 製菓学科 80→70(▼10)
    - ビジネス社会学科 60→75(△15)

  - 同 この年で生活科学科の学生募集を最終とする[注 17]。
- 2019年
  - 4月1日 以下の学科を増設する[47]。
    - 歯科衛生学科 入学定員60名
- 2020年
  - 9月30日 左記をもって正式に廃止とする[1]。

## 基礎データ

### 所在地
- 東京都新宿区中落合四丁目31-1[1]

### 象徴
- 目白学園女子短期大学時より制定されたカレッジマークは右記資料にあり[4]。

### 組織

#### 学科
- 製菓学科 入学定員55名[1]
  - 製菓実践コース
  - 製菓衛生師コースコース
- ビジネス社会学科 入学定員75名[1]
  - 秘書・ファイナンシャルフィールド
  - メディカル秘書フィールド
  - ファッション・カフェビジネスフィールド
  - 観光・ホテル・ブライダルビジネスフィールド
- 歯科衛生学科 入学定員60名[1]

##### 過去にあった学科
- 英語英文科 入学定員310名[注釈 13]
- 国語国文科 入学定員280名[注釈 13]→言語表現学科 入学定員70名[注 18]
- 子ども学科 入学定員50名[注 19]
- 生活科学科 入学定員75名[注 20]

#### 専攻科
- こども学専攻 修業年限昼間部1年制 。幼稚園教諭免許を取得したこども学科卒業生を対象に、引き続き残り保育士資格を取得するために必要な所定単位を修めるための課程となっていた。

#### 別科
- なし

#### 取得資格について
資格
・ビジネス社会学科
- 上級秘書士
- 医療事務作業補助者検定試験
- ファッション販売能力検定
- 国内旅行業務取扱管理者

・製菓学科
- 製菓衛生師 (国)

(製菓衛生師コースのみ)
- 商業ラッピング検定
- 食品衛生責任者
- 2級菓子製造技能士(国)
- 2級パン製造技能士(国)

・歯科衛生科
- 歯科衛生士(国)

- 保育士：過去に設置されていた専攻科にて取得できるものとなっていた[51]。

受験[資格]
- 幼稚園教諭二種免許状：過去にあった子ども学科にて設置されていた[51]。
- 目白学園女子短期大学だった1964年から1999年度入学生までを対象に中学校教諭二種免許状が設置されていた。教員免許状を取得した卒業生は全学科合せて3,139名（うち英語1,059、国語1,202、家庭878）となっている[52]。
  - 国語[注釈 14]：当時の国語国文科にて設置されていた[54]。
  - 英語[注 21]：当時の英語英文科にて設置されていた[54]。
  - 家庭[注釈 14]生活科学科にて設置されていた[54]。

### 附属機関
- 女子教育研究所

### 研究
- 『目白学園女子短期大学研究紀要』[注釈 1]
- 『女子教育 目白大学短期大学部女子教育研究所所報』[57]
- 『目白大学短期大学部研究紀要』[58]

## 学生生活

### 部活動・クラブ活動・サークル活動
- 目白大学短期大学部におけるクラブ活動

体育系：チアリーディング・インディアカ・硬式テニス・ダーツ・男子バスケットボール・男女バレーボール・軟式野球部・ダンス・サッカー・フットサル・バスケットボール・剣道同好会・卓球同好会・男女硬式テニス同好会・バドミントン同好会
文化系：映画・軽音楽・創作・フラワーアレジメント・手話・競技麻雀・競技かるた・アカペラ・ボランティア・ゲーム・旅行・心理・写真・街歩き・目白大学放送研究会・お菓子・異文化交流

### 学園祭
- 目白大学短期大学部の学園祭は、「桐和祭」と呼ばれ、目白大学との合同となっている。かつては、短大独自のキャンパスをもっており過去には、生活科学科学生によるファッションショーが行われたこともある。

### スポーツ
- 目白学園女子短期大学時代、テニス部が「東京7短大スポーツトーナメント」で優勝している。
- ゴルフ部が1996年に行われた「日本女子ゴルフ大会」で春季・夏季とも優勝している。
- 1998年2月に行われた「第18回全国短期大学スキー大会」新人戦でスキー部が個人部で第4位、団体戦で第5位の成績を収めている。
- チアリーディングが、「文部大臣杯全日本部門チアリーディング総合選手権大会」にて優勝している。

## 大学関係者と組織

### 大学関係者一覧
- 床次徳二：2代目学長
- 小鳩くるみ

#### 出身者
- 江國香織（小説家）
- 円戸由香（フリーアナウンサー）
- 大野ひろみ（ラジオパーソナリティ）
- 熊木杏里（シンガーソングライター）
- 小嶋亜由美（タレント）
- 酒井和歌子（女優）
- 浜田まき（AV女優）
- 藤崎奈々子（タレント）
- 安田愛（チアリーダー）
- 石井めぐみ（参議院議員）

## 施設

### キャンパス
- 交通アクセス：西武鉄道新宿線・都営地下鉄大江戸線中井駅下車。
- 設備：佐藤重遠記念館（館内に講堂・総合図書館・体育館がある）・エクステンションセンター・1号館・10号館・園芸場などがある。

### 寮
- キャンパス近隣に「桐和国際寮」がある。

## 対外関係

### 他大学との協定
- 目白学園女子短期大学において協定されていた大学は以下の通りとなっている

#### 海外の大学
アメリカ
- アーカンソー大学
- オレゴン大学
- デラウェア大学
- ニューイングランド大学
- ハンボルト大学
- ボストン大学
- メリビル大学ほか

カナダ
- マラスピーナ大学ほか

イギリス
- ウェストミンスター大学ほか

### 関係校
- 現在、以下の短大とともに「東京七短大加盟校」の一つとなっている。
  - 青山学院女子短期大学
  - 自由が丘産能短期大学
  - 淑徳短期大学
  - 戸板女子短期大学
  - 東横学園女子短期大学：募集は2007年度までなので、募集停止されている。
  - 立教女学院短期大学

### 姉妹校
- 目白大学
- 目白研心中学校・高等学校

## 卒業後の進路について

### 編入学・進学実績
- これまでの実績では、併設の目白大学ほか青山学院大学・跡見学園女子大学・桜美林大学・共立女子大学・杏林大学・駒澤大学・成蹊大学・玉川大学・東京家政大学・東京女子大学・日本大学・日本女子大学・フェリス女学院大学・法政大学・明治大学・早稲田大学・和洋女子大学などがある.